# Linthský ledovec

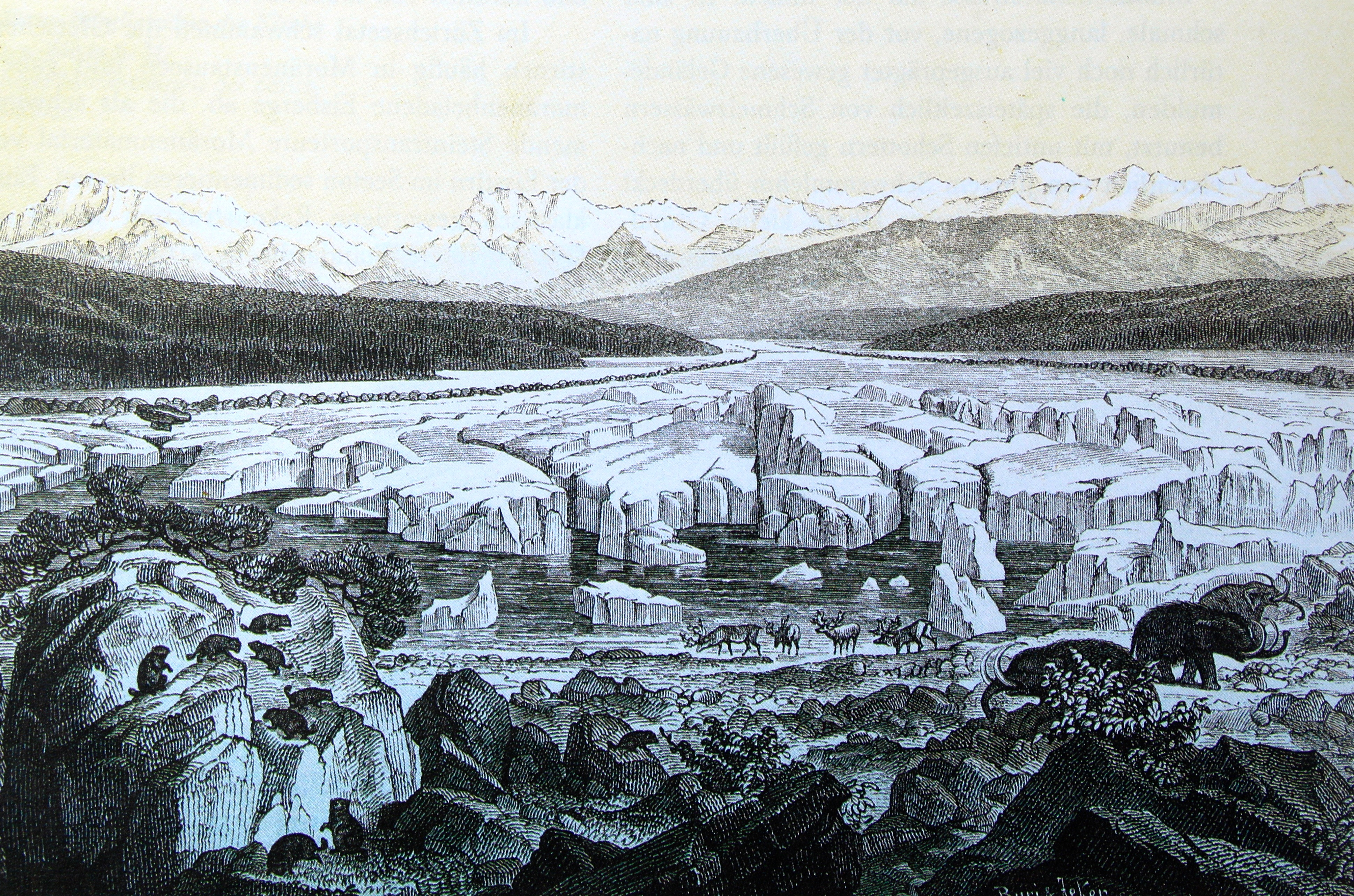
Linthský ledovec na pánvi Curyšského jezera

Linthský ledovec (něm. Linthgletscher) byl ledovec ve švýcarských Alpách existující přibližně mezi lety 27 000 až 13 000 př. n. l.
Během poslední doby ledové postupoval ledovec údolím řeky Linth přes údolí Curyšského jezera do údolí Limmattal. Právě při tání Linthského ledovce se zformovalo Curyšské jezero.
Linthský ledovec bývá obecně považován za součást většího ledovcového systému, nazývaného Rýnsko-Linthský ledovec, protože jedno z ramen Rýnského ledovce bylo díky ledovcové transfluaci spojeno přes údolní rozcestí v Sargans s dnešním povodím řeky Linth. Linthský ledovec v rámci tohoto systému vyplňoval severozápadně orientované údolní pánve (řeky Glatt a Limmat).
Následující ledovce a firny se pokládají za pozůstatky Linthského ledovce:
- Claridenfirn a Spitzalpefirn, na jižním úpatí hor Clariden, Bocktschingel a Gemsfairenstock.
- Sandfirn, v údolí mezi horami Spitzalpestock, Chli Tödi a Tödi.
- Přední a zadní Rötifirn na bocích hory Tödi.
- Bifertenfirn, v údolí mezi horami Tödi, Piz Urlaun a Bifertenstock.
- Griessfirn a Limmernfirn, východně od hor Přední a Zadní Schiben.
- Lattenfirn, na západním křídle hory Muttenstock, jihovýchodně od Muttenalp.

## Webové odkazy
- Státní mapa Švýcarska: Poslední ledovcové maximum na map.geo.admin.ch
- Rýnsko-Linthský ledovec v období würmského zalednění: Stadia ledovcových komplexů (obrázkový soubor)